# William Stourton
William Stourton, né à une date incertaine et mort le 18 septembre 1413, est un avocat et parlementaire anglais.

## Biographie
Avocat en droit civil, il est employé dans les années 1380 et 1390 pour gérer les affaires foncières et financières de William Montagu, 2e comte de Salisbury. En 1398, il épouse Elizabeth Moigne, dont il aura deux enfants. En avril 1399, après la mort du comte, il devient attorney pour John Boor, chanoine de Salisbury et clerc de la chapelle privée du roi. En 1401 il est élu député du Somerset à la Chambre des communes du Parlement d'Angleterre ; il est réélu pour le parlement de 1402. En 1402 également, il est nommé intendant de la principauté de Galles, fonction qu'il occupera jusqu'en 1406. Il poursuit dans le même temps sa fructueuse carrière d'avocat.
Il siège aux parlements de janvier 1404, puis de 1407, de 1410 et de mai 1413. Les députés de ce dernier parlement l'élisent président (speaker) de la Chambre des communes, faisant de lui leur porte-parole auprès du roi Henri IV. Il n'occupe toutefois cette fonction que deux semaines et demi. En raison de son état de santé, et peut-être parce qu'il a cédé à la demande du roi que les griefs de la Chambre lui soit soumis par écrit et non plus par voie orale, les députés le prient de quitter la présidence, et élisent John Doreward à sa succession. William Stourton meurt trois mois plus tard, après avoir stipulé dans son testament son souhait pour des funérailles d'une grande simplicité. Son fils John sera anobli en 1448.